# Ichstedt
Ichstedt är en ortsteil i staden Bad Frankenhausen i Kyffhäuserkreis i förbundslandet Thüringen i Tyskland. Ichstedt var en kommun fram till den 1 januari 2019 när den uppgick i Bad Frankenhausen. Ichstedt hade 578 invånare 2015.